# معركة طريق لاكورونيا الأولى
جرت المعركة الأولى لطريق لاكورونيا السريع (وتعرف أيضًا باسم هجوم بوزويلو) في نهاية نوفمبر 1936 جنوب بوزويلو (مدريد) خلال الحرب الأهلية الإسبانية. بدأت في 29 نوفمبر 1936 وانتهت في 2 ديسمبر من نفس العام.

## البداية
بعد فشل القوات المتمردة من احتلال مدريد عبر المدينة الجامعية من خلال كاسا دي كامبو في نوفمبر 1936، كان الوضع التكتيكي للوحدات في هذا القطاع سيئًا، لأن كامل الجناح الأيسر بوزويلو أصبح مكشوفًا، فتمكن الجمهوريون من الهجوم على كاسا دي كامبو لعزلهم عن المدينة الجامعية.
لتجنب هذا التهديد خطط المتمردون لهجوم على بوزويلو كي يصلوا إلى طريق لاكورونيا السريع عند مرتفع أرافاكا والذي يهيمن على كامل الساحل الأيسر لنهر مانزاناريس.

## القوات المقاتلة
المتمردينأنشأ المتمردون لتلك المهمة ثلاثة آلاف من قوات الفيلق والنظاميين مدعومة بالدبابات وقاذفات يو 52 وجميعها تحت قيادة العقيد غارسيا إسكاميز.
الجمهورييندافع الجمهوريين عن قطاع بوزويلو باللواء الثالث ويقوده خوسيه ماريا غالان، الذي كان له أداء متميز في معركة مدريد. ويتكون من حوالي 3200 رجل، وبها قطعة مدفعية ومضاد للدبابات واحد.

## الهجوم
بدأ المتمردون هجومهم يوم 29 نوفمبر بقصف مدفعي ثقيل على قطاع بوزويلو. حيث فاجأوا الجمهوريين ووصلوا إلى أطراف بوزويلو بعد تقدم رتل سيرو ألونسو بحوالي 5 كيلومترات. ولكن في نهاية اليوم، توقفت قوات التمرد أمام بوزويلو وحي هوميرا المجاور.
نظرًا لحجم الهجوم فقد تعزز اللواء الجمهوري الثالث بأربع كتائب (ما مجموعه 2000 رجل)، إحداها دولية في 30 نوفمبر. وفي الوقت نفسه توقف هجوم المتمردين مؤقتا في القطاع عندما وقع هجوم جمهوري على كاسا دي كامبو في 1 ديسمبر. وفي 2 ديسمبر استعاد الجمهوريون المدعومين دبابات تي-26 الأراضي الواقعة جنوب بوزويلو. وفي 3 ديسمبر عاد المتمردون إلى الهجوم، وضغطوا على هاميرا، لكنهم لم يحققوا أي نجاح. فجميع احتمالات النجاح قد استنفدت، فتم إنهاء الهجوم وانشئت جبهة جديدة.

## النتائج
قاوم اللواء الثالث الذي عانى من الهجوم والتفوق العددي الساحق وقوة مدفعية العدو بضراوة، ولكنه سحب من الجبهة بعد الهجوم الفاشل. حيث أصيب قائده خوسيه ماريا غالان بجروح طفيفة، وحل محله النقيب إميتريو جاريلو.
اعتمد الدفاع بشكل رئيسي على المنازل والمخيمات الصيفية في منطقة بوزويلو. وأشار مارتينيز باند إلى شبكة واسعة من التحصينات بطريقة مبالغ فيها، بعد أن تمركزت الجبهة حول بوزويلو قبل أقل من شهر. وتم تنفيذ التحصينات الرئيسية في نوفمبر في مدينة مدريد، حيث أن بوزويلو هي موقع للهجوم وليس للدفاع؛ ولكن لابد من وجود تحصينات فيها بالإضافة إلى أعشاش الرشاشات.
انتهي هجوم فرانكو بالفشل عندما توقف الهجوم أمام الهجوم المضاد على كاسا دي كامبو، وفشلوا في عزل مدريد عن الشمال. ومع ذلك فإن الحاجة للدفاع عن هذا الجناح جعل المتمردين يشنون هجومًا آخر في 13 ديسمبر واستمر حتى منتصف يناير من العام التالي، وهي المعركة الثانية على طريق لاكورونيا السريع.